# Fritz Otto (Parteifunktionär)
Fritz Otto (* 19. November 1902 in Berlin; † 3. Mai 1983 ebenda) war ein deutscher  Funktionär des Nationalrates der Nationalen Front der DDR.

## Leben
Otto, Sohn einer Arbeiterfamilie, besuchte die Volksschule, erlernte den Beruf des Metallschleifers und arbeitete im Beruf. Er trat 1918 dem Deutschen Metallarbeiter-Verband und 1922 der Kommunistischen Partei Deutschlands (KPD) bei. Von 1926 bis 1929 war er Mitarbeiter der Abteilung Agitation der KPD-Bezirksleitung Berlin-Brandenburg und von 1929 bis 1932 Sekretär des KPD-Unterbezirks Berlin-Nordost. 1932/33 war er Instrukteur der KPD-Bezirksleitung Berlin-Brandenburg. 

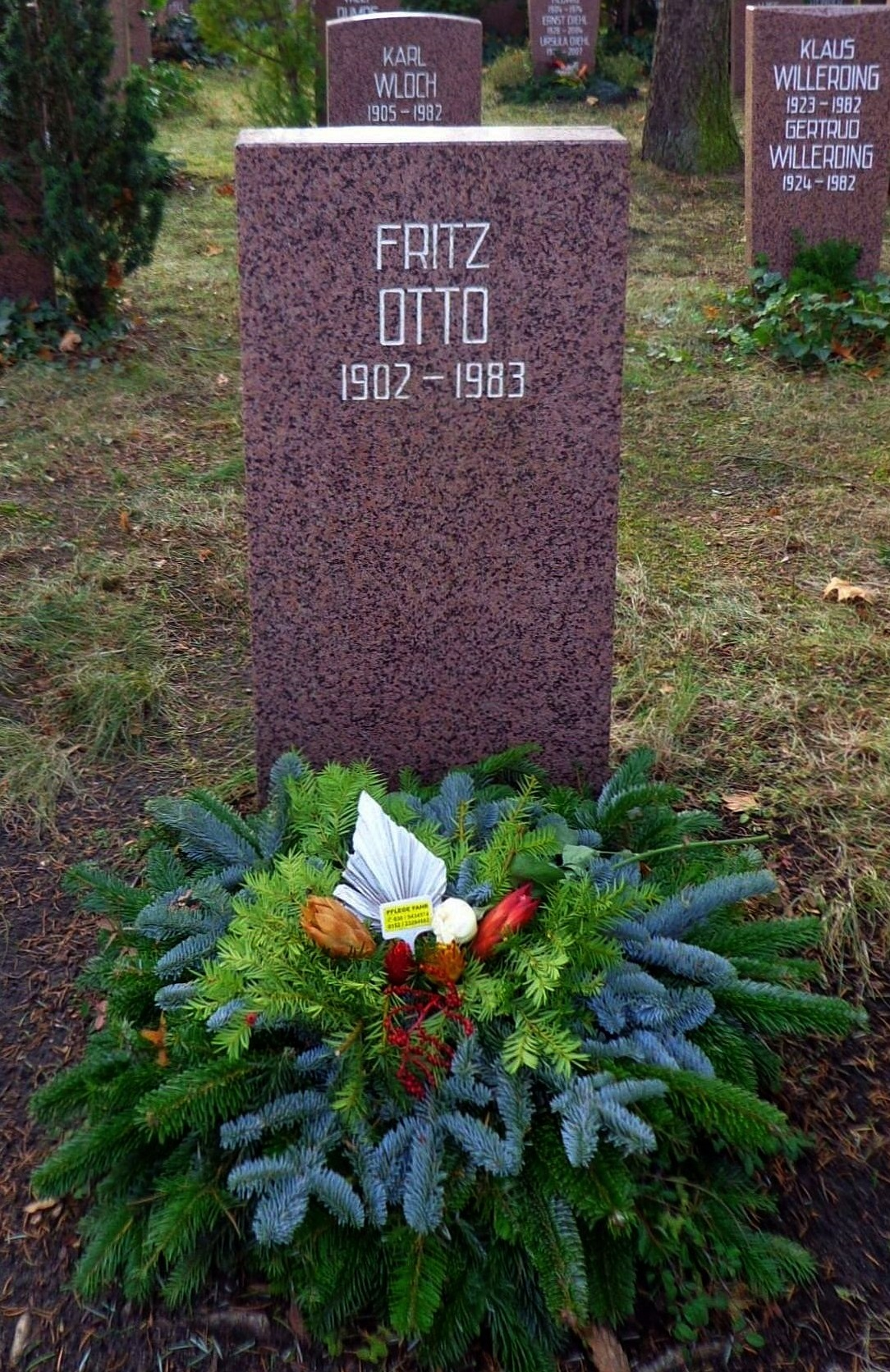
Grabstätte

Ab 1933 leistete er illegale Widerstandsarbeit und emigrierte im selben Jahr in die Tschechoslowakei und 1939 nach England. Im Jahr 1947 kehrte er nach Deutschland zurück, wurde Mitglied der Sozialistischen Einheitspartei Deutschlands (SED) und war zunächst als Redakteur in der Rundfunkabteilung der Sowjetischen Militäradministration in Deutschland (SMAD) beschäftigt. Anschließend war er Leiter des Büros des Deutschen Volkskongresses. Von 1950 bis 1953 war er leitender Mitarbeiter des Büros des Präsidiums des Nationalrates der Nationalen Front und dann Hauptabteilungsleiter im Sekretariat des Nationalrates der Nationalen Front. Von 1954 bis 1982 war er Mitglied des Präsidiums und des Sekretariats des Nationalrates der Nationalen Front. Im April 1951 wurde er auf der Zentralen Delegiertenkonferenz der Volkssolidarität in den Zentralausschuss und in das Präsidium der Organisation gewählt.
Seine Urne wurde in der Grabanlage Pergolenweg des Berliner Zentralfriedhofs Friedrichsfelde beigesetzt.

## Auszeichnungen
- 1962 Orden „Banner der Arbeit“
- 1967 Vaterländischer Verdienstorden in Gold
- 1972 Ehrenspange zum Vaterländischen Verdienstorden in Gold
- 1977 Karl-Marx-Orden
- 1982 Orden „Stern der Völkerfreundschaft“ in Silber